# Friedrich August zu Erbach-Fürstenau
Friedrich August Graf zu Erbach-Fürstenau (* 5. Mai 1754 in Fürstenau; † 12. März 1784 ebenda) war regierender Graf zu Erbach-Fürstenau.

## Leben
Friedrich August wurde als Sohn des Grafen Georg Albrecht III. zu Erbach-Fürstenau (* 14. Juni 1731; † 2. Mai 1778 in Fürstenau) und dessen Ehefrau Josepha Eberhardine Adolfe Wilhelmine, geborene Prinzessin von Schwarzburg-Sondershausen (* 2. Februar 1737; † 27. Juli 1788), Tochter von Christian von Schwarzburg-Sondershausen, geboren.
Er machte seine militärische Laufbahn in Diensten der vereinigten Niederlande, wo er es bis zum Obristen der Kavallerie brachte. 

### Familie
Friedrich August heiratete am 6. August 1782 in Dürkheim Gräfin Charlotte Luise Polyxene Kolb von Wartenberg (* 27. November 1755; † 20. Mai 1844), Tochter des Grafen Friedrich Karl von Wartenberg (1725–1784) und Schwester des Grafen Ludwig zu Wartenberg-Roth, die als Witwe 1785 den verwitweten Grafen Franz I. zu Erbach-Erbach heiratete.